# 광야의 호랑이
"광야의 호랑이"는 1965년 공개된 대한민국의 영화이다.

## 배역
- 신영균
- 김혜정
- 황해
- 허장강
- 장혁
- 서영춘
- 김운하
- 이용
- 양훈
- 양석천
- 성소민
- 최창호
- 최삼
- 남미리
- 이업동
- 염혜숙
- 박광진
- 하룡
- 김주오
- 공시훈
- 임운학
- 안인숙
- 전창근
- 전택이